# Ganimedes en la literatura clásica

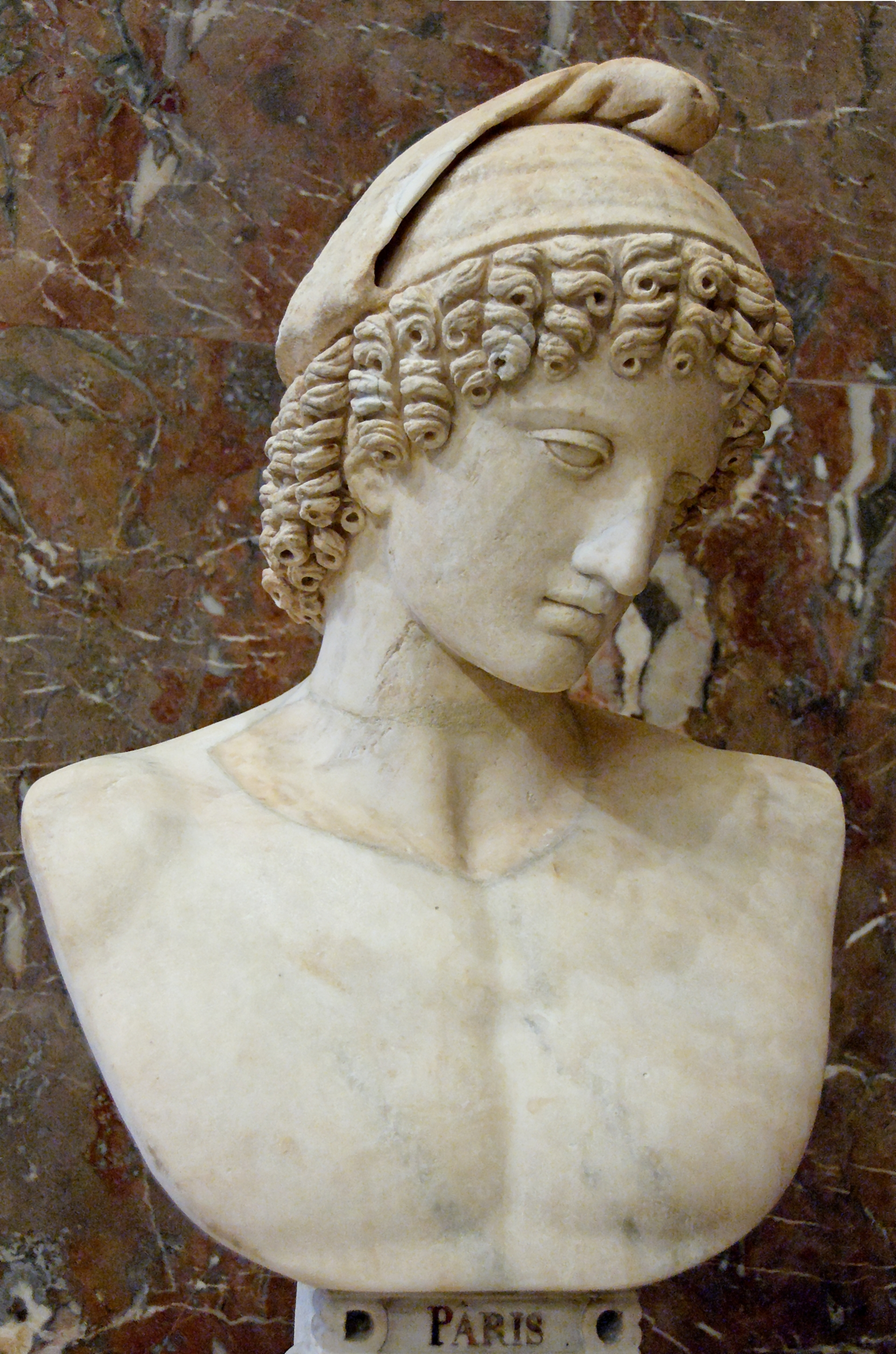
Busto de mármol romano representando a Ganimedes, s. II d. C. Louvre, Paris.

Ganimedes, figura destacada de la mitología griega, ha sido ampliamente representado en la literatura clásica desde la época arcaica hasta el periodo romano. Considerado el más bello de los mortales, fue raptado por Zeus para convertirse en su copero en el Olimpo. A lo largo de diversas épocas literarias, Ganimedes encarna distintos significados: modelo de belleza heroica, objeto del amor homoerótico, símbolo astral o instrumento de crítica a la moralidad de los dioses. Su historia aparece en numerosos textos griegos y latinos, transformándose según el contexto poético, filosófico y político de cada autor.

## Mito original

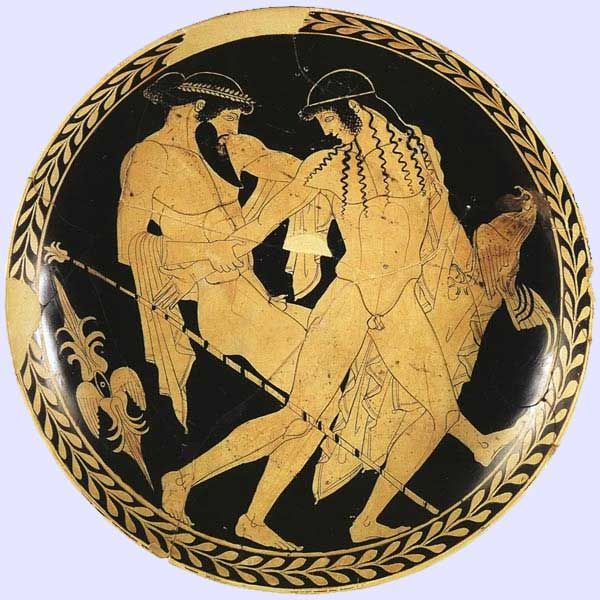
Zeus y Ganimedes. Pintor de Pentesilea. 470 a. C. Ferrara Archaeological Museum

Según la tradición mítica, Ganimedes era un príncipe troyano, hijo del rey Tros (de quien deriva el nombre de la ciudad de Troya) y de la ninfa Calírroe. Zeus, al contemplar su extraordinaria belleza mientras pastoreaba ovejas en el Monte Ida, lo raptó —en algunas versiones, enviando un águila; en otras, transformándose él mismo en ave— y lo llevó al Olimpo. Allí le otorgó la inmortalidad y lo convirtió en copero de los dioses, desplazando a la diosa Hebe, hija de Hera.
Para compensar a su padre, Zeus le entregó caballos inmortales o una vid dorada, dependiendo del relato. El mito fue reproducido no solo en poesía y tragedia, sino también en la iconografía griega y romana, como jarrones, mosaicos y esculturas. Su imagen suele representarse con una copa, una jarra o un águila, lo que refuerza su papel simbólico dentro del panteón griego.

## En la literatura griega

### Homero
Ganimedes aparece por primera vez en la Ilíada (XX.231–235), donde se le menciona como "el más bello de los mortales", raptado por los dioses para servir como copero de Zeus. Aunque el pasaje es breve, establece el modelo arcaico de la belleza masculina ideal.

### Píndaro
En la Oda Olímpica I, Píndaro ofrece una versión del mito en la que se insinúa el deseo amoroso de Zeus, transformando la historia en una alegoría de elevación divina.

### Anacreonte
El poeta lírico Anacreonte trata a Ganimedes como símbolo del amor entre hombres, dentro de un contexto de simposio. Su presencia poética está cargada de sensualidad idealizada.

### Eurípides
Aunque solo se conservan fragmentos, en la obra de Eurípides el mito parece causar tensiones celestiales, especialmente con Hera, molesta por el desplazamiento de su hija Hebe. La versión trágica acentúa el conflicto divino.

### Teócrito
En la poesía bucólica de Teócrito, Ganimedes es mencionado indirectamente como modelo de deseo pastoral, vinculado al mundo idealizado del campo.

### Platón
En el Fedro (255b), Platón incluye a Ganimedes como ejemplo del amor entre hombres, entendido como impulso del alma hacia lo divino.

### Jenofonte
En su Banquete, Jenofonte ofrece una versión más moderada del mito, rechazando su componente erótico y exaltando la moderación.

### Apolonio de Rodas
En Las Argonáuticas (III.115–118), compara el deseo de Zeus por Ganimedes con el amor de Medea por Jasón, resaltando su intensidad.

### Calímaco
En su Himno a Zeus, menciona el rapto de Ganimedes como parte de las acciones grandiosas del dios.

### Luciano de Samosata
En los Diálogos de los dioses, se burla del mito, mostrando a una Hera celosa y a Zeus justificando sus actos con ironía.

## En la literatura romana

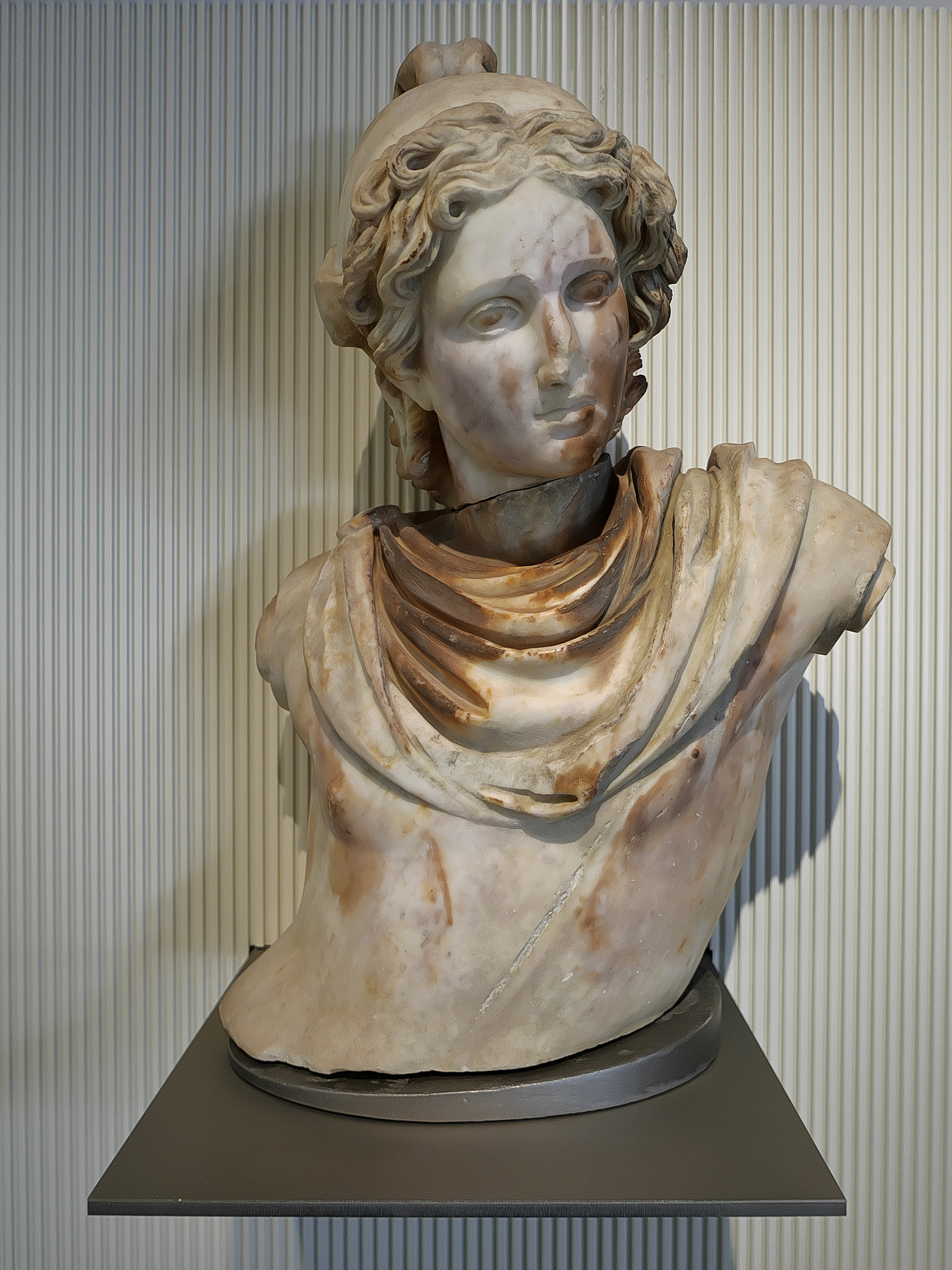
Busto de Ganimedes esculpido durante el Alto Imperio Romano.

### Virgilio
En las Geórgicas (III.105), Ganimedes es símbolo celeste, asociado a la constelación de Acuario.

### Ovidio
Ovidio narra el mito en dos obras:
- En Metamorfosis (X.155–161), describe el rapto por el águila.
- En Fastos (II.243–266), añade el enojo de Hera y el simbolismo de la copa celestial.

### Horacio
En las Odas (IV.4.4), lo evoca como prototipo de belleza juvenil.

### MarcialyEstacio
Marcial introduce a Ganimedes en sus Epigramas con tono lúdico y erótico. Estacio lo adapta a la retórica imperial en su poesía mitológica.

### Pausanias
En Descripción de Grecia (V.24.5), describe una estatua de Ganimedes en Olimpia, destacando su rol religioso.

### Tertuliano
En su Apologeticum, Tertuliano critica a Zeus por mantener relaciones con un adolescente, usando el mito como argumento contra el politeísmo.

## Relecturas posteriores

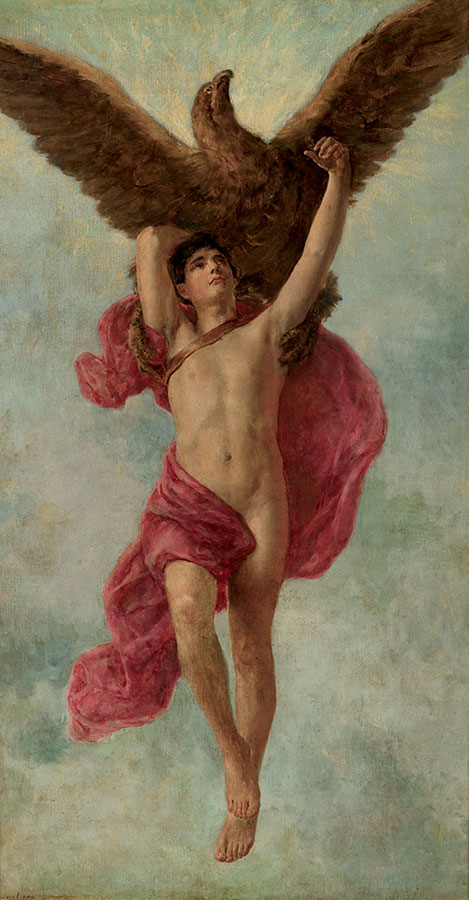
Pintura de Ganimedes siendo llevado por Zeus (águila).

Durante la Edad Media, el mito fue reinterpretado con recelo, aunque su imagen se conservó en manuscritos iluminados, especialmente en representaciones de signos zodiacales como Acuario.
En el Renacimiento, Ganimedes fue símbolo de belleza clásica. Luis de Góngora lo menciona en su Fábula de Polifemo y Galatea y William Shakespeare lo invoca en As You Like It, con Rosalinda usando el nombre "Ganymede".
En el siglo XVIII, Johann Joachim Winckelmann lo consideró paradigma del ideal estético masculino. En el Romanticismo, Johann Wolfgang von Goethe escribió el poema Ganymed (1774), representando una fusión espiritual entre amante y dios.
Durante el siglo XIX, el mito atrajo a escritores homosexuales como André Gide (Los alimentos terrenales) y Marcel Proust, quien lo alude implícitamente en su obra. En la pintura, artistas como Rubens y Étienne Maurice Falconet representaron el rapto con enfoque sensual.
En el siglo XX, Ganimedes fue central en estudios sobre sexualidad. Michel Foucault lo menciona en Historia de la sexualidad como parte del modelo griego de pedagogía erótica. Eva Cantarella analizó su papel en la pederastia ateniense. Judith Butler y otros teóricos queer lo retomaron como ejemplo de las narrativas sobre deseo e identidad.
Actualmente, el mito es objeto de reflexión en literatura, teoría de género, filosofía y estudios visuales. Lejos de ser un simple relato mitológico, Ganimedes se ha convertido en un palimpsesto cultural sobre el amor, el poder, la belleza y la diferencia.